# Принс, Лодевейк
Лодевейк Принс (нидерл. Lodewijk Prins, 27 января 1913, Амстердам — 11 ноября 1999) — голландский шахматист и международный арбитр по шахматам. 

## Шахматная карьера
В 1950 году он стал международным мастером, в 1960 году — международным арбитром. В 1982 году ФИДЕ присвоила Принсу звание почётного гроссмейстера. С 1937 по 1968 год Принс выступал за сборную Нидерландов на шахматных олимпиадах, в 1965 году выиграл чемпионат Нидерландов.
В 1948 году Принс победил на Хооговенс-турнире, в 1952 году играл в межзональном турнире.
Вместе с экс-чемпионом мира Максом Эйве Принс написал биографию Хосе Рауля Капабланки, по-русски озаглавленную Баловень Каиссы.

## Изменения рейтинга
| Графики недоступны из-за технических проблем. См. информацию на Фабрикаторе и на mediawiki.org. |

## Публикации на русском языке
- Эйве, Макс, Принс, Лодевейк. Баловень Каиссы = Het Schaakphenomeen Capablanca. — М., 1990. — ISBN 5-278-00271-9.